# Altica bicarinata
Altica bicarinata — вид листоїдів з підродини земляних блошок. Зустрічається в Греції, Ізраїлі, Лівані, Сирії, Іраці, на Кіпрі, півночі Єгипту та Саудівської Аравії